# Rolls-Royce Silver Ghost

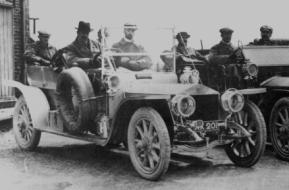
AX201 en Cat and Fiddle Hill durante las pruebas de fiabilidad escocesas de 1907.

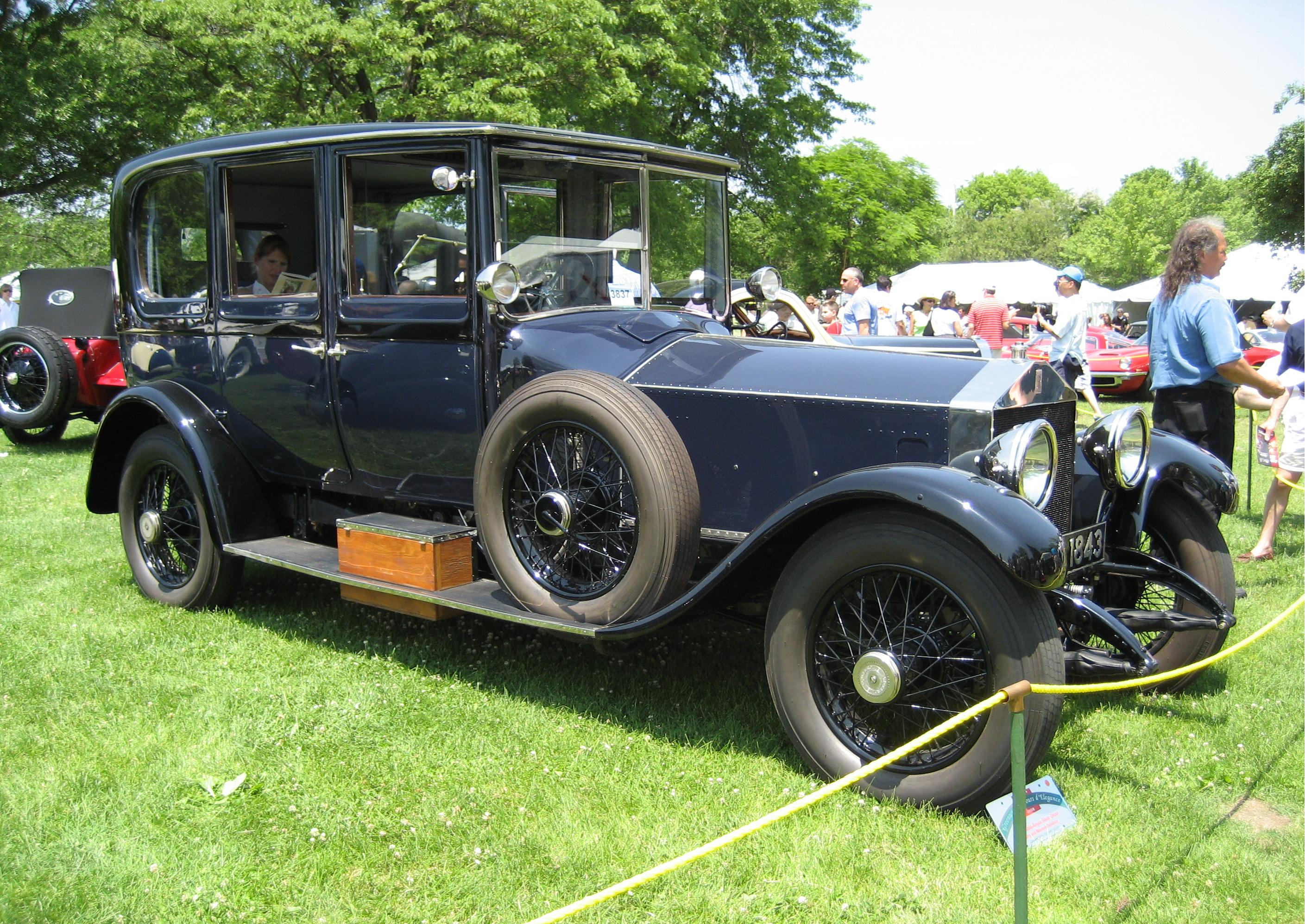
Limusina Rolls-Royce Silver Ghost de 1920.

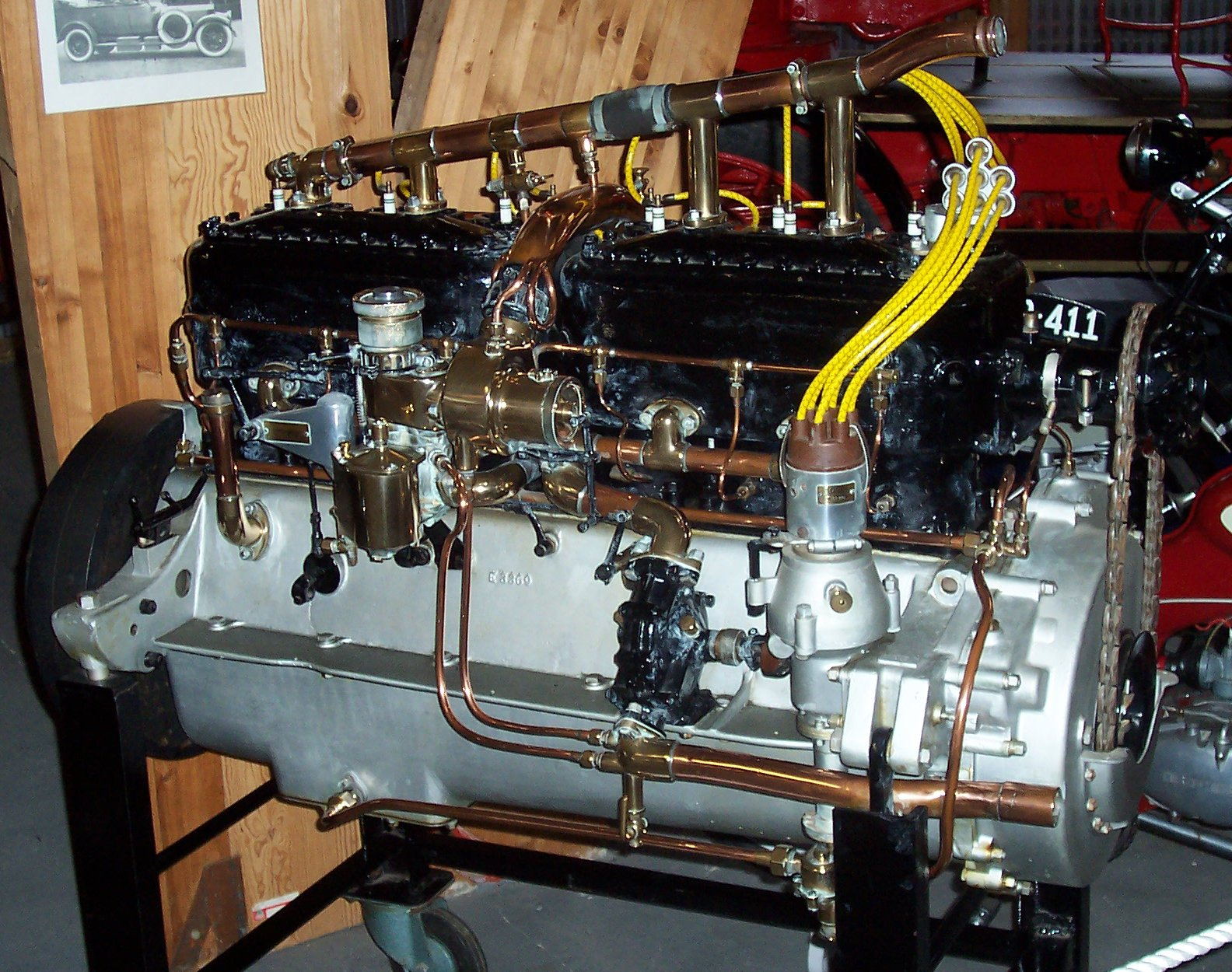
Motor 6-cilindros de válvulas laterales de 7.400cc del Rolls-Royce 40/50 hp Silver Ghost.

El Rolls-Royce Silver Ghost se refiere tanto a un modelo de coche como a un coche específico de la serie.
Originalmente denominado "40/50 h.p." el chasis fue en un principio producido en la factoría de Royce en Mánchester, trasladándose la producción a Derby en julio de 1908, y también, entre 1921 y 1926, a Springfield, Massachusetts, EE. UU. El chasis n.º 60551, con matrícula AX 201, fue el coche al que originalmente se le dio el nombre de "Silver Ghost." Otros 40/50 hp también recibieron nombre propio, pero el título de Silver Ghost fue adoptado por la prensa, y pronto todos los 40/50 fueron llamados por ese nombre, un hecho no reconocido oficialmente por Rolls-Royce hasta 1925, cuando fue lanzada la gama de los Phantom.
El Silver Ghost fue el origen de la proclamación de Rolls-Royce de fabricar "El mejor coche del mundo" - una frase no acuñada por ellos mismos, sino por la prestigiosa publicación Autocar en 1907.
El chasis y el motor fueron también la base de una serie de automóviles blindados.

## Historia
En 1906, Rolls-Royce produjo cuatro chasis para ser mostrados en el salón del automóvil de Olympia, dos modelos existentes, y cuatro-cilindros 20 hp y un 6-cilindros 30 hp, y dos ejemplos de un nuevo coche designado 40/50 hp. El 40/50 hp era tan nuevo que los coches de muestra no estaban enteramente acabados, y no fueron proporcionados ejemplares a la prensa para probarlos hasta marzo de 1907.
El coche en un principio tenía un nuevo motor de seis-cilindros de válvulas laterales de 7036 cc (7428 cc desde 1910) con los cilindros fundidos en dos unidades de tres cilindros cada una, opuesto a los tres bloques de dos cilindros de los anteriores motores de seis cilindros de la compañía. Una transmisión de tres velocidades fue instalada en un principio, con unidades de cuatro velocidades desde 1913. El cigüeñal con siete puntos de apoyo tenía plena presión de lubricación, y el centro del soporte principal fue realizado especialmente grande para eliminar la vibración, esencialmente dividiendo el motor en dos bloque de tres cilindros. Dos bujías fueron colocadas en cada cilindro con, desde 1921, elección de magneto o bobina para la ignición. Los primeros coches habían utilizado una bobina de vibración para producir la chispa con un magneto como un extra opcional que pronto se convirtió en estándar - la instrucción era arrancar el motor con el vibrador/batería y después cambiar a magneto. El continuo desarrollo permitió incrementar la potencia de 48 bhp (36 kW) a 1.250 rpm a 80 bhp (60 kW) a 2.250 rpm. La iluminación eléctrica se convirtió en opcional en 1914 y fue estandarizada en 1919. Desde 1919 se instaló el encendido eléctrico junto con luces eléctricas para reemplazar a las antiguas que utilizaban acetileno o aceite.
El desarrollo del Silver Ghost fue suspendido durante la Primera Guerra Mundial, aunque el chasis y el motor se siguieron suministrando para ser utilizados en automóviles blindados.
El chasis tenía el eje frontal rígido y el eje trasero con suspensiones de ballesta. Los primeros coches solo tenían frenos en las ruedas traseras operados por una palanca de mano, con un freno de transmisión operado por pedal en el árbol de transmisión. El sistema de freno por pedal se cambió por un sistema de frenos de tambor en el eje trasero en 1913. Unos frenos a las cuatro ruedas servoasistidos se convirtieron en opcionales en 1923.
A pesar de estas mejoras, el rendimiento de los competidores del Silver Ghost había mejorado hasta el extremo que su previa superioridad se había erosionado a principios de la década de 1920. Las ventas decayeron desde 742 unidades en 1913 a tan solo 430 en 1922. En consecuencia, la compañía decidió lanzar su reemplazo, que fue introducido en 1925 como el Nuevo Phantom. Después de esto, los antiguos modelos 40/50 fueron llamados Silver Ghost para evitar confundirlos.
Un total de 7842 coches Silver Ghost fueron producidos entre 1907 y 1925, incluyendo 1701 de la factoría americana de Springfield. Muchos de ellos circulan todavía hoy. Un buen ejemplo se expone en el Museo Nacional del Motor de Beaulieu.

## Las Águilas Alpinas
En 1912, un 40/50 conducido por James Radley participó de forma privada en el prestigioso rally alpino austríaco, pero su caja de cambios de 3 velocidades demostró ser inadecuada para el ascenso del Paso de Katschberg. Un equipo de cuatro coches de la Rolls-Royce fueron preparados para el evento de 1913 con cajas de cambios de 4 velocidades, un motor con más potencia desde 60 hasta 75 bhp (56 kW) mediante un aumento de la relación de compresión y un carburador más grande. El equipo ganó seis reconocimientos incluyendo la Copa Archiduque Leopoldo. Réplicas de los coches victoriosos fueron puestas en producción y vendidos oficialmente como modelos Continental, pero fueron llamados Águilas Alpinas por el conductor jefe de pruebas (y después Director Gerente de Rolls-Royce) Ernest Hives, y este es el nombre que han mantenido.

## El Silver Ghost
En 1907, Claude Johnson, Director Gerente y Comercial de Rolls-Royce, encargó un ejemplar para ser utilizado como coche de pruebas de la compañía. Con el chasis n.º 60551 y registrado AX 201, fue el 12º 40/50 hp en ser construido, y fue pintado con pintura de aluminio con los accesorios plateados. El coche fue llamado "Silver Ghost" (fantasma plateado) para destacar que era silencioso como un fantasma, y una placa con este nombre adornaba el mamparo. Fue instalada una carrocería abierta Roi-des-Belges del carrocero Barker, y el coche se preparó para las pruebas de fiabilidad escocesas de 1907 e, inmediatamente después, otra prueba de 15.000 millas (24.000 km) incluyendo la conducción entre Londres y Glasgow 27 veces.
El objetivo era elevar el reconocimiento público de la nueva compañía y mostrar la fiabilidad y el funcionamiento silencioso del nuevo coche. Esta era una idea arriesgada, porque los coches del momento eran notoriamente poco fiables, y las carreteras de ese tiempo podían ser horrendas. Sin embargo, se dispuso el coche para las pruebas, y con la prensa a bordo, rompió record tras record. Incluso después de 7.000 millas (11.000 km), el costo de mantenimiento del coche eran unas insignificantes £2 2s 7d (£2.13). Estas pruebas permitieron consolidar la reputación del 40/50 y de Rolls-Royce.
El AX201 fue vendido en 1908 a un cliente privado, quien lo utilizó para sus vacaciones anuales en Italia y fue recuperado por la compañía en 1948. Desde entonces, ha sido utilizado como un reclamo publicitario por todo el mundo. En 1989, el coche fue restaurado por SC Gordon Coachbuilders Luton, y P&A Wood, London, UK. Ahora es propiedad de Bentley Motors.
El Silver Ghost está considerado el coche más valioso del mundo; en 2005 su valor asegurado se fijó en 35 millones de dólares.

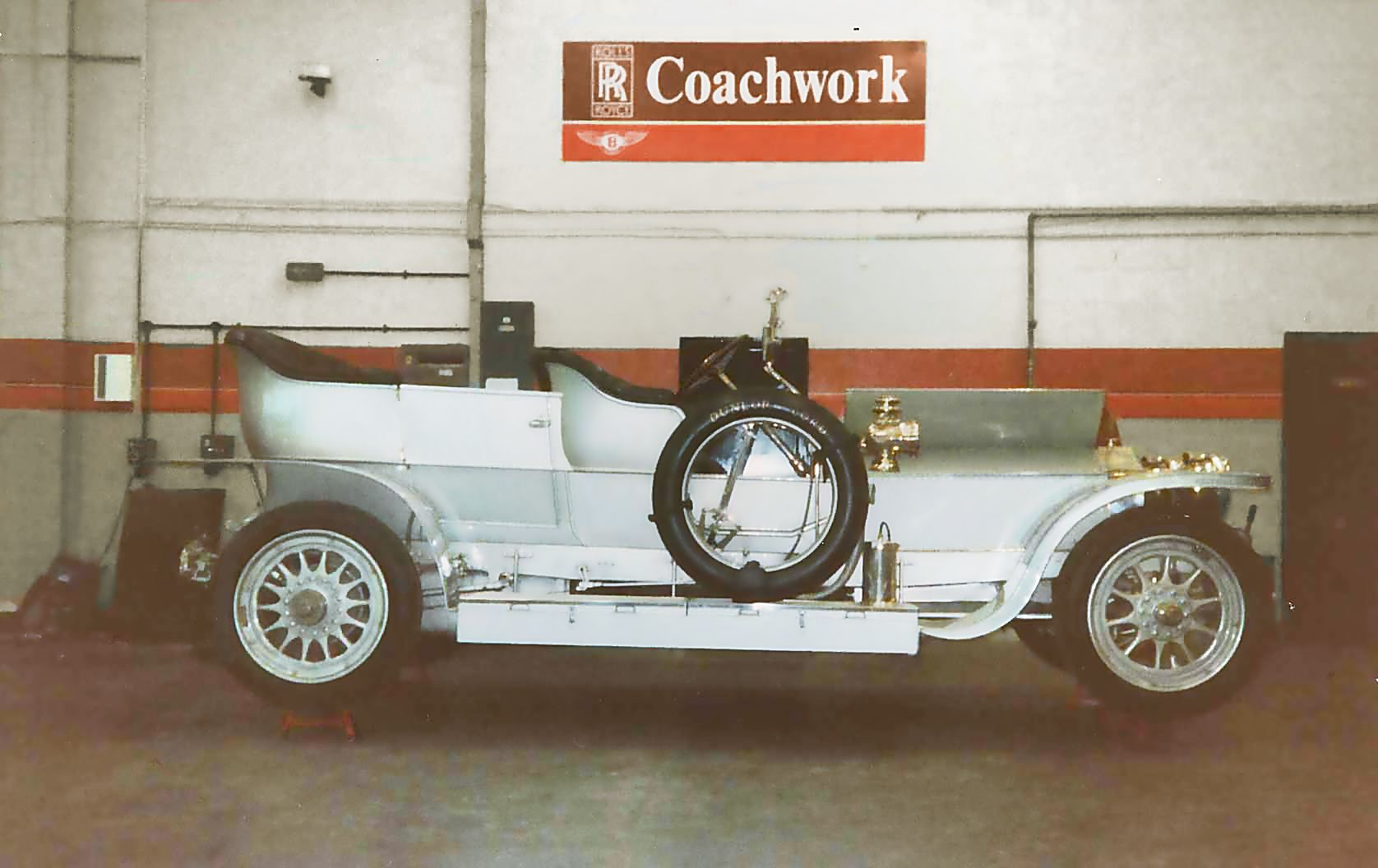
AX 201 antes de su restauración
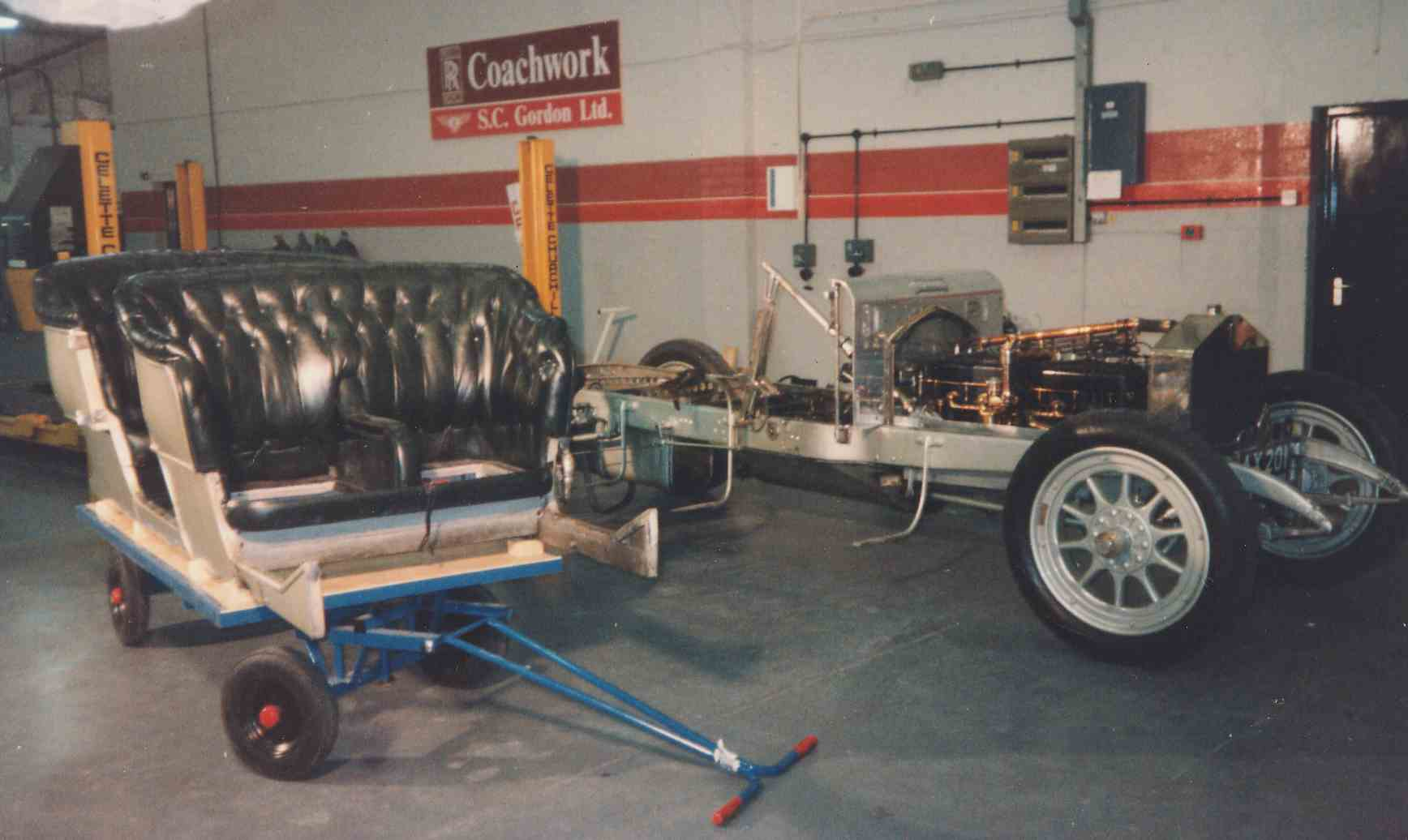
AX 201 con carrocería & chasis separado
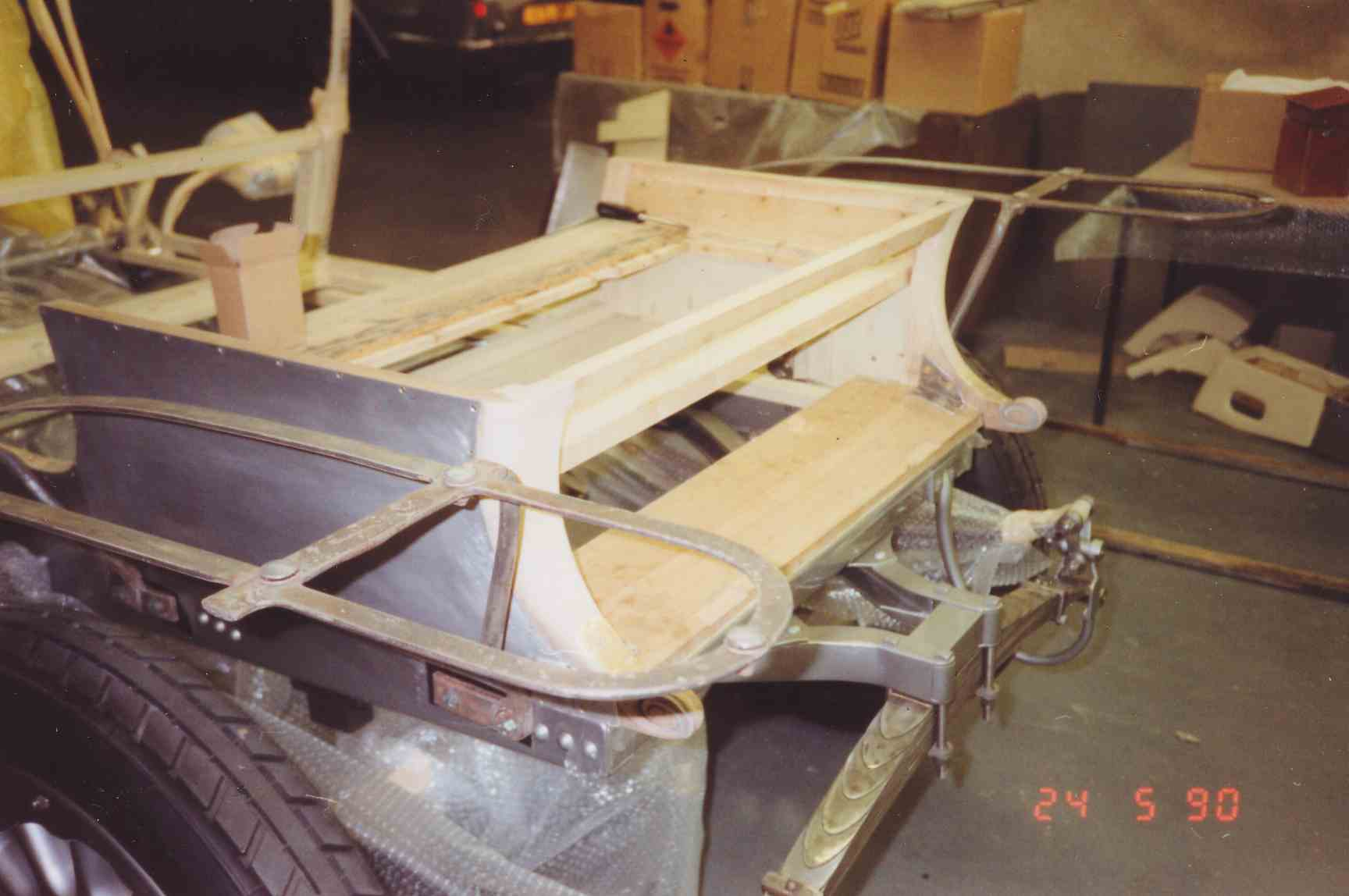
AX 201, parte trasera